# 巴塞隆納圍城戰 (1706年)
1706年的巴塞隆納圍城戰發生於4月3日至27日間，是西班牙王位繼承戰爭的一場戰役，起因於費利佩五世率領他的法西聯軍，試圖奪回前一年被英國領導的聯軍佔領的巴塞隆納。
後來由於約翰·李克率大批英軍艦隊及援軍趕到，法西聯軍被迫放棄圍城，同時在匆忙撤退中拋下許多補給品與大砲。撤回的路上，費利佩五世退回馬德里的路被切斷，迫使他只得退入法國，而巴塞隆納也被聯軍牢牢控制到1714年的圍城戰，才被法西聯軍奪回。
41°24′07″N 2°10′00″E / 41.4019°N 2.1667°E